# APA-norm
APA-normen er en af de anerkendte normer for udarbejdelse af referencer og litteraturlister i videnskabelige afhandlinger. Den anvendes i Danmark blandt andet i eksamensopgaver på professionshøjskoler. Et af kendetegnene er, at henvisninger til litteratur og kilder angives som parenteser i teksten. Listen må kun omfatte værker, der er citeret eller henvist til i selve teksten. Fodnoter anvendes kun til uddybende kommetarer.
American Psychological Association (APA) udviklede denne norm i 1929, men den har gennemgået en del ændringer siden da. Normen er udviklet til litteratur om psykologi, men anvendes også i andre fag, især i naturvidenskabelige afhandlinger.